# Plagiolepis obscuriscapa
Plagiolepis obscuriscapa är en myrart som beskrevs av Santschi 1923. Plagiolepis obscuriscapa ingår i släktet Plagiolepis och familjen myror. Inga underarter finns listade i Catalogue of Life.